# Полунино (памятник природы)
Полунино — памятник природы регионального значения, созданный с целью сохранения уникального природного комплекса — местонахождения редких и особо ценных скоплений останков древних животных, обитавших на территории Волгоградской области в меловой период мезозойской эры.

## Описание

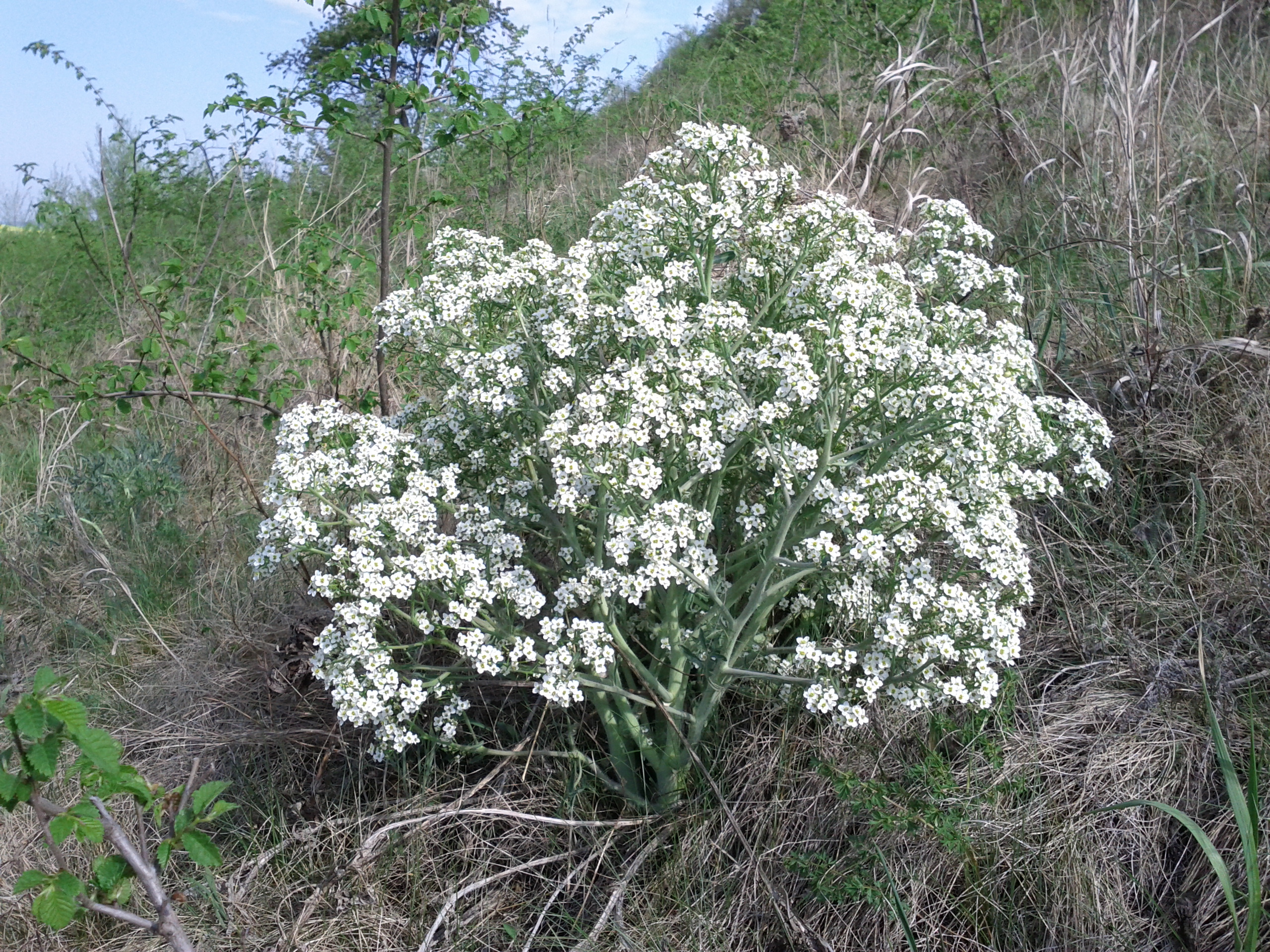
Катран татарский

Памятник природы расположен в 5 километрах к юго-западу от посёлка Полунино в устье балки Лучискина. Физико-географический регион: Восточно-Европейская равнина, Приволжская возвышенность, Волго-Иловлинский район, подрайон высоких плато. Степная природная зона, подзона — сухих степей на каштановых почвах. Ландшафт Иловлинско-Волжский полого-волнистый овражно-балочный. Почвенный покров представлен каштановыми почвами. Почвообразующие породы — ергенинские пески, лёссовидные суглинки, песчано-опоковые коренные породы, местами красно-бурые скифские глины. Коренные породы — пески, песчаники, глины и опоки палеогена, частично перекрытые лёссовидными породами. Гидрологическая сеть представлена речками Щавельная, Балыклейка и Полунинка. Растительность представлена пустынными полынно-типчаково-ковыльными ассоциациями травянистой растительности с полукустарничками на солонцах и ксерофитными степными сообществами.
Объекты растительного мира, занесённые в Красные книги:
- Копеечник меловой (Hedysarum cretaceum) — категория статуса редкости на территории Волгоградской области 3а; региональный критерий редкости А, L; категория статуса редкости по Красной книге Российской Федерации 3.
- Катран татарский (Crambe tataria) — категория статуса редкости на территории Волгоградской области 2, региональный критерий редкости А.

## Ограничения на использование земель
На территории Памятника природы запрещаются:
- распашка земель, строительство зданий и сооружений, дорог и трубопроводов, линий электропередач и прочих коммуникаций, взрывные работы;
- геологоразведочные работы и разработка месторождений полезных ископаемых;
- нерегулируемый выпас скота и его прогон по территории Памятника природы;
- сбор и вывоз останков древнейших животных и растений;
- изменение установившегося гидрологического режима территории;
- проезд транспорта вне дорог общего пользования, стоянка транспорта вне отведенных мест;
- размещение отходов производства и потребления;
- предоставление земельных участков под застройку, для коллективного и индивидуального садоводства и огородничества, организации подсобного хозяйства;
- проведение массовых мероприятий, способствующих увеличению рекреационной нагрузки на территорию Памятника природы.

За обеспечение охраны и функционирование ООПТ несёт ответственность Комитет охраны окружающей среды и природопользования Волгоградской области.